# Гурмаза Валентина Петрівна
Валентина Петрівна Гурмаза (27 червня 1929, Себине, Новоодеський район, Миколаївська область — 1 січня 2014, Миколаїв) — передовик радянського сільського господарства, бригадир електрозварювальників заводу ім. 61 комунара Херсонського раднаргоспу, місто Миколаїв, Герой Соціалістичної Праці (1960).

## Біографія
Народилася 1929 року в селі Себине, Новоодеського району Миколаївської області в українській сім'ї.
1946 року закінчила школу фабрично-заводського навчання № 4 та почала працювати електрозварником корпусо-зварювального цеху на заводі ім. 61 комунара в місті Миколаєві. Пізніше очолила бригаду електрозварювальників.
Активно працювала в будівництві нових рефрижераторних суден. Її ім'я було занесено до Книги Пошани заводу.
Указом Президії Верховної Ради СРСР від 7 березня 1960 року за здобуття високих показників у суднобудівництві та у зв'язку зі святкуванням Міжнародного жіночого дня Валентині Петрівні Гурмазі було надано звання Героя Соціалістичної Праці с врученням ордена Леніна та медалі «Серп і Молот».
Працювала й далі на заводі до виходу на пенсію.
Проживала в місті Миколаєві. Померла 1 січня 2014 року.

## Нагороди
За трудові успіхи була нагороджена:
- золота зірка «Серп і Молот» (07.03.1960)
- орден Леніна (07.03.1960)
- Медаль «За трудову відзнаку» (15.08.1951)
- інші медалі.